# Régi városháza (Temesvár)
A régi városháza (németül: Altes Rathaus, románul: Primăria Veche) egy történelmi emlékmű a romániai Temesvár történelmi belvárosában a korábbi Jenő herceg téren, jelenleg Szabadság téren (Piața Libertății).

## Története
Miután a Savoyai Jenő vezetésével 1716-ban 46 napos ostrom során a Habsburgok elfoglalták az akkori Temesvárt, az odaköltöző német telepesek jogot kaptak arra, hogy az újjáépülő erődben telepedjenek le, ahol saját városházát követeltek. 1731. december 24-én az akkori polgármester, Peter Solderer letette az alapkövet a török háborúban megsérült Ibrahim szultán török fürdőjének alapjaira. 1734-re  Pietro del Bronzo olasz építész elképzelései alapján felépült a mai régi városháza, akkor még „Új városháza” vagy „Német városháza,” mivel meg kellett különböztetni a szerbek hasonló, a belvárostól északra lévő épületétől. A városházán 1735. február 15-én választottak először polgármestert; Peter Solderert választották meg újra, és rövid megszakításokkal élete végéig († 1741) viselte ezt a tisztséget. 1737-től egészen 1949-ig ez az épület adott otthont a városi tanácsnak.
A 18. század közepén az elegáns környezetben társasági életet élni vágyó polgárságnak kevés tisztességes hely állt rendelkezésre a szombat esti partikhoz, így 1753-ban az első emeleten, a tanácsteremben báltermet rendeztek be. Több mint fél évszázadon át ez adott otthont a temesvári polgárság heti báljainak, ahol a szegedi, aradi,vagy lugosi „jó emberek” is gyakran összegyűltek. 1781-ben Temesvár Szabad Királyi Város Városháza (németül: Rathaus der Königlichen Freien Stadt Temeswar) néven ismerték, majd a következő évben, 1782-ben Josef Aigner építőmester átépítette; a homlokzatot reneszánsz stílusban restaurálták, és a rajta szereplő címer is megváltozott, mivel Temesvárnak megváltozott a státusza, és időközben szabad királyi várossá vált.
Az épületet 1849-ben a magyar szabadságharc során az erőd ostroma idején tüzérségi bombázás érte. 1848-1849-ben ugyanebben az időszakban az erőd osztrák parancsnoka, a horvát származású báró Juraj Rukavina Vidovgradski tábornok két töltött ágyút állított a városháza elé, hogy megfélemlítse a forradalmárokat. Az ágyúkat végül nem használták. 1853-ban újabb felújításra került sor. Ekkor eltüntették a bombázások nyomait, és az épület megkapta a mai napig meglévő új homlokzatát. A 19. század végén és a 20. század elején még néhány javítás történt, de ezek nem befolyásolták az épület általános stílusát és arányait.
Az épület azóta több szerkezeti változtatáson is átesett. Jelenleg a Temesvári Nyugati Egyetem Zeneművészeti Karának, valamint a Temes megyei Mezőgazdasági Igazgatóságnak a székhelye.

## Építészeti jellemzői
Építészeti szempontból az épület eklektikus stílusban készült, klasszicista elemekkel, a 19. század első felére jellemzően. A történelem során a városháza homlokzatát többször átalakították. A régi homlokzat szimmetrikus volt, középen egy kapuval, felette erkéllyel és az egykori tanácsterem négy íves ablakával.
Három szintre tagolódik: egy földszintre az utcai járda szintjén és két magas emeletre. A földszint homlokzata kevésbé díszes, és vizuális szerepe csak az, hogy a felsőbb emeletek oszlopainak talapzataként szolgál. A monumentális kapu fölött kovácsoltvas vasalatokkal ellátott erkély és négy íves ablak nyílik a két emeletre. Az épület teljes homlokzatát számos, pilaszterekkel határolt keret tagolja, mindegyikben két függőlegesen elhelyezett ablak található. Az épület homlokzatán a török kori Temesvár falának egy részlete látható, egy palánkfal, amelyet Jenő herceg kapuja szakít meg.

## Fordítás
- Ez a szócikk részben vagy egészben  az   Old Town Hall of Timișoara című angol Wikipédia-szócikk ezen változatának fordításán alapul.  Az eredeti cikk szerkesztőit annak laptörténete sorolja fel. Ez a jelzés csupán a megfogalmazás eredetét és a szerzői jogokat jelzi, nem szolgál a cikkben szereplő információk forrásmegjelöléseként.
- Ez a szócikk részben vagy egészben  az   Altes Rathaus (Timișoara) című német Wikipédia-szócikk ezen változatának fordításán alapul.  Az eredeti cikk szerkesztőit annak laptörténete sorolja fel. Ez a jelzés csupán a megfogalmazás eredetét és a szerzői jogokat jelzi, nem szolgál a cikkben szereplő információk forrásmegjelöléseként.